# Zoniopoda danottei
Zoniopoda danottei är en insektsart som beskrevs av Frédéric Carbonell 2007. Zoniopoda danottei ingår i släktet Zoniopoda och familjen Romaleidae. Inga underarter finns listade i Catalogue of Life.